# 2009年靜岡縣知事選舉
2009年靜岡縣知事選舉是靜岡縣的第17次民選知事選舉。於當年7月5日舉行。前知事石川嘉延在2009年6月17日因為履行對靜岡機場問題的「釘子戶」的承諾而辭職，因而舉行新一輪的知事選舉。
這次選舉被認為是第45屆眾議院議員總選舉舉行之前其中一次重要的前哨戰，執政、在野雙方都非常重視。自由民主黨和公明黨推薦前參議院議員坂本由紀子作為候選人，她提出改善教育和醫療環境，振興地域產業，建立安心安全社會等選舉公約；而民主黨和社會民主黨、國民新黨三黨則推薦早稻田大學的經濟學教授川勝平太參選，他提出發揚靜岡縣獨特的自然歷史文化魅力，將靜岡建設成「日本的理想鄉」，進行教育改革、食農改革、行政改革等。
結果川勝以微弱優勢擊敗坂本，當選靜岡縣第55任知事。自民黨在總選舉前的重要前哨戰中連續4次敗於民主黨。

## 選舉結果
- 選民總數：3,037,911人
- 投票人數：1,854,948人
- 投票率:61.06％

| 候選人     | 得票數  | 得票率 | 政黨、會派                      | 當選 |
| ---------- | ------- | ------ | ------------------------------- | ---- |
| 川勝平太   | 728,706 | 39.28% | 無所屬 （民主、社民、國民推薦） |      |
| 坂本由紀子 | 713,654 | 38.47% | 無所屬 （自民、公明推薦）       |      |
| 海野徹     | 332,952 | 17.95% | 無所屬                          |      |
| 平野定義   | 65,669  | 3.54%  | 日本共產黨                      |      |

## 外部連結
- 靜岡縣知事選舉 JANJAN